# 梟 (Plastic Treeの曲)
「梟 -フクロウ-」（ふくろう）は、Plastic Treeの通算27枚目のシングル。2009年6月10日発売。発売元はユニバーサルJ。

## 概要
前作『リプレイ/Dolly』から10ヶ月ぶりのシングルで、ドラムのササブチヒロシ脱退後初めて発表された作品であり、2009年第1弾シングル。
初回盤A、初回盤B、通常盤A（通常盤初回プレス）、通常盤Bの4タイプ発売。
- 初回盤Aのみ、「梟 Music Video」 「梟 Music Video メイキング映像」を収録したDVD付き。
- 初回盤Bのみ、「レコーディングドキュメント」、「インタビュー映像」、「2009年1月30日東京:NHK HALLより「メルト」ライブ映像」を収録したDVD付き。
- 通常盤AのみSHD-CD仕様。
- 通常盤A、通常盤Bのみ「バミューダトライアングル」を収録。

オリコンチャートで9位を獲得し、自己最高順位となった。

## 収録曲

### 通常盤A・通常盤B
1. 梟 (4:59)[1][2]
  - 作詞：有村竜太朗、作曲：有村竜太朗・長谷川正、編曲：Plastic Tree
  - 「ヴォーカル有村竜太郎の嗚咽するような独特の歌が印象的な楽曲」と評価されている[5]。
  - 中京テレビ・日本テレビ系『カウントダウン・ドキュメント 秒ヨミ!』6月度エンディングテーマ。
2. コンセント。 (4:42)[1][2]
  - 作詞：有村竜太朗、作曲：ナカヤマアキラ、編曲：Plastic Tree
  - ダークなテクノ・ポップ[5]。後発のアルバム『ドナドナ』に「コンセント…---…」としてアレンジされ収録されている。
3. バミューダトライアングル (4:29)[1][2]
  - 作曲・編曲：Plastic Tree
  - 通常盤A・通常盤Bのみに収録。

### 初回盤A
CD
1. 梟 (4:57)[3]
2. コンセント。 (4:40)[3]
3. 梟 ～Instrumental～ (4:56)[3]
4. コンセント。 ～Instrumental～ (4:37)[3]

DVD
1. 梟 Music Video
2. 梟 Music Video メイキング映像

### 初回盤B
CD
1. 梟 (4:59)[4]
2. コンセント。 (4:42)[4]
3. 梟 ～Instrumental～ (4:58)[4]
4. コンセント。 ～Instrumental～ (4:37)[4]

DVD
1. レコーディングドキュメント〜インタビュー映像〜2009年1月30日東京：NHKホールより「メルト」のライブ映像

## 収録アルバム
- 『ドナドナ』（#1、#2）